# Presbytis hosei
Presbytis hosei (Сурілі Хосе) — вид приматів з роду Presbytis родини мавпові.

## Опис
Довжина голови й тіла: 48-56 см, довжина хвоста: 65-84 см, середня вага самців: 6-7 кг, середня вага самиць: 5,5-6 кг. Це відносно невеликий, тонкий вид. Колір хутра варіюється залежно від підвиду, але переважно сірий на спині, білий на животі і грудях, і чорнуватий на кистях рук і ступнях. Обличчя рожеве, з виразною чорною смугою на кожній щоці, на голові шевелюра. Немовлята білі з чорними лініями вниз по спині і на плечах.

## Поширення
Країни проживання: Бруней-Даруссалам; Індонезія (Калімантан); Малайзія (Сабах). Цей вид зустрічається в низовинних і пагорбових тропічних лісах з рівня моря приблизно до 1000 м над рівнем моря, із записами в 1600 м. Тварини іноді живуть на плантаціях.

## Стиль життя
У першу чергу листоїдні, але також споживають квіти, плоди та насіння, а також яйця і пташенят. Вид денний і деревний, який час від часу сходить на землю. Розміри груп, як правило, в діапазоні від шести до восьми осіб, хоча 12 або більше і одинаки мають місце. Групи містять одного дорослого самця і дві або більше дорослих самиць. Самиці народжують одне дитинча, лактація триває один рік, статева зрілість у 4—5 років, самці залишають рідні групи.

## Загрози та охорона
Полювання становить найбільшу небезпеку для цього виду. Він включений в Додаток II СІТЕС. Зустрічається в деяких ПОТ.